# 소타로역
소타로역(일본어: 宗太郎駅)은 일본 오이타현 사이키시에 있는 규슈 여객철도 닛포 본선의 역이다. 상대식 승강장 2면 2선의 구조를 지닌 지상역이다.

## 이용 현황
| 연도     | 연간 승차 인원 | 연도     | 연간 승차 인원 |
| 2000년도 | 359            | 2005년도 | 91             |
| 2001년도 | 241            | 2006년도 | 92             |
| 2002년도 | 117            | 2007년도 | 86             |
| 2003년도 | 128            | 2008년도 | 130            |
| 2004년도 | 90             | 2009년도 | 87             |
| -------- | -------------- | -------- | -------------- |

## 역 주변
- 국도 제10호선

## 역사
- 1923년 12월 15일 : 소타로 신호장(일본어: 宗太郎信号場)으로서 개설.
- 1947년 3월 1일 : 역으로 승격. 소타로역으로 개업.
- 1987년 4월 1일 : 민영화에 따라, 규슈 여객철도로 이관.

## 인접 정차역
| 닛포 본선            | 닛포 본선   | 닛포 본선                  |
| -------------------- | ----------- | -------------------------- |
| 시게오카 고쿠라 방면 | ■ 닛포 본선 | 이치타나 가고시마추오 방면 |